# La Littérature à l'estomac
La Littérature à l'estomac est un pamphlet de Julien Gracq, publié en janvier 1950 dans la revue littéraire Empédocle, puis en plaquette, en février de la même année, aux éditions José Corti. Il a été repris dans le recueil Préférences en 1961.

## Présentation
En quelques dizaines de pages, Gracq attaque férocement les mœurs littéraires actuelles (depuis l'après-guerre) propres à la France, le milieu littéraire parisien, visant tout particulièrement les prix littéraires, la course à la renommée, le souci de la carrière (qui a tout de celle du fonctionnaire), et critiquant cette « institution » que représente la vie littéraire en France, « la République des Lettres », responsable, selon lui, de discours qui tiennent surtout du bavardage de café ou de salon, et du spectacle : « pour tout dire, on a rarement en France autant parlé de la littérature du moment, en même temps qu'on y a si peu cru. ». Si bien que l'écrivain qui réussit n'est pas celui qu'on lit, mais dont on parle, « au milieu d'une consommation sans mesure d'intelligence critique ». Dans cet « air du temps » et cette fabrique des modes et des vedettes, « la critique éclairée » se trouve contaminée, aliénée, par l'efficacité des nouvelles techniques médiatiques et des méthodes publicitaires, portées par « un luxe de moyens mécaniques à la fois simplifiants et grossissants », exigeant « comme une preuve cette transmutation bizarre du qualitatif en quantitatif » ». Dans cette situation inédite qui tient à la fois du culte et d'une mise en scène (celle de « la société du spectacle » que théorisera bientôt Guy Debord), « l'écrivain moderne est devenu une figure de l'actualité », prise dans les exigences de la vulgarisation du « bain de foule ».
Gracq analyse la position du public envers la littérature, attitude très singulière en France (où il y a toujours eu des « salons » et des « quartiers littéraires »), selon laquelle on s'entretient trop complaisamment de littérature, avec une inflation et un respect excessif, coupé de la vie, en oubliant le fond passionnel et personnel des goûts et des affinités (ce que Gracq nomme « l'estomac ») ; l'essentiel étant de prendre part au débat et clamer son opinion comme étalon des valeurs - « l'impression qu'on a affaire pour plus de moitié à des daltoniens qui font “comme si” : ils parlent, ils parlent intarissablement de choses qu'ils ne perçoivent, à la lettre, même pas, qu'ils ne percevront jamais [...] Les autres, dans le fouillis de ce qui s'imprime, cherchent à tâtons une nourriture faite à leur estomac ; le public français sait, lui, que sa destination de naissance est d'élire des Présidents de la République des Lettres. » 
Toutefois, Gracq, pour qui la littérature est avant tout affaire de passion personnelle, affaire d'amour (« goût intime », authentique), se fait d'elle une haute conception, voire un peu « hautaine », ayant une préférence pour les auteurs qui tentent de saisir la réalité intime, trouble et presque indicible, des êtres et de la vie, comme ceux qu'il évoquera dans le recueil Préférences (1961) : Lautréamont, Rimbaud, Poe, Barbey d'Aurevilly, André Breton, Ernst Jünger, ou encore Robert Margerit, dont il présente l'ouvrage Mont-Dragon (1944) comme « le seul roman français qui [l]'ait vraiment intéressé depuis la Libération ». Ainsi, comme il le précise dans une note finale (à la fin de La Littérature à l'estomac recueilli dans Préférences), il ne stigmatise pas la littérature « qui pense », mais vise à la fois la littérature « de loisir », anodine, reposante et divertissante, et la littérature édifiante, envahie par la métaphysique, « une littérature de magisters ».
La critique, audacieuse pour un auteur qui n'a que peu publié, a suscité de nombreux commentaires ; et l'ironie du sort fait que, l'année suivante en 1951, le jury du prix Goncourt désigne Julien Gracq comme lauréat pour Le Rivage des Syrtes. Gracq refuse immédiatement le prix (en cohérence avec sa position exprimée dans son pamphlet), créant la sensation dans la presse qui s'empare de l'événement.